# Dryopteris subtripinnata
Dryopteris subtripinnata là một loài thực vật có mạch trong họ Dryopteridaceae. Loài này được (Miq.) Kuntze miêu tả khoa học đầu tiên năm 1891.